# Pokonani
Pokonani (ang. Shadowplay, The Defeated) – niemiecko-kanadyjsko-francuski telewizyjny serial dramatyczny z 2020 roku.

## Fabuła
Lato 1946 roku, do zrujnowanego po II wojnie światowej i podzielonego na cztery strefy Berlina przybywa amerykański policjant Max McLaughlin, który ma pomóc w stworzeniu sił porządkowych w ogarniętym anarchią mieście. Jednym z jego celów jest także schwytanie przestępcy znanego jako „Wytwórca Aniołków” oraz odnalezienie oficjalnie zaginionego brata Moritza, który poluje na ukrywających się nazistów. W działaniach wspiera go stacjonujący w Berlinie wicekonsul Tom Franklin oraz miejscowa policjantka Elsie Garten.

## Obsada
- Taylor Kitsch jako Max McLaughlin
- Nina Hoss jako Elsie Garten
- Logan Marshall-Green jako Moritz McLaughlin
- Michael C. Hall jako wicekonsul Tom Franklin
- Tuppence Middleton jako Claire Franklin
- Sebastian Koch jako dr Hermann Gladow
- Mala Emde jako Karin Mann

## Zdjęcia i plenery
Okres zdjęciowy trwał od 29 kwietnia 2019 r. do 13 września 2019 r., a plan filmowy zlokalizowany był w Berlinie oraz Pradze. Sceny z bombardowanego, powojennego Berlina zostały nakręcone w dawnej cukrowni i dawnej kopalni.

## Odcinki

### Seria 1
| # | Tytuł             | Reżyseria                 | Scenariusz   | Premiera ZDF         | Premiera Canal+ Premium |
| - | ----------------- | ------------------------- | ------------ | -------------------- | ----------------------- |
| 1 | First Trick       | Björn Stein, Måns Mårlind | Måns Mårlind | 30 października 2020 | 1 stycznia 2021         |
| 2 | Brother of Edmund | Björn Stein, Måns Mårlind | Måns Mårlind | 30 października 2020 | 8 stycznia 2021         |
| 3 | Rainbows          | Björn Stein, Måns Mårlind | Måns Mårlind | 31 października 2020 | 15 stycznia 2021        |
| 4 | Nakam             | Björn Stein, Måns Mårlind | Måns Mårlind | 31 października 2020 | 22 stycznia 2021        |
| 5 | Bellyful          | Björn Stein, Måns Mårlind | Måns Mårlind | 1 listopada 2020     | 29 stycznia 2021        |
| 6 | Blessed           | Björn Stein, Måns Mårlind | Måns Mårlind | 1 listopada 2020     | 5 lutego 2021           |
| 7 | Mutti             | Björn Stein, Måns Mårlind | Måns Mårlind | 2 listopada 2020     | 12 lutego 2021          |
| 8 | Homecoming        | Björn Stein, Måns Mårlind | Måns Mårlind | 2 listopada 2020     | 19 lutego 2021          |